# بطولة العالم لألعاب القوى داخل الصالات 2001
بطولة العالم لألعاب القوى داخل الصالات 2001 أقيمت في لشبونة. شارك فيها 510 رياضياً من 136 بلداً. تصدرت الولايات المتحدة جدول الميداليات برصيد 16 ميدالية منها 7 ذهبية.

## جدول الميداليات
| الترتيب | منتخب            | ذهبية | فضية | برونزية | المجموع |
| ------- | ---------------- | ----- | ---- | ------- | ------- |
| 1.      | الولايات المتحدة | 7     | 7    | 2       | 16      |
| 2.      | روسيا            | 4     | 6    | 5       | 15      |
| 3.      | جامايكا          | 2     | 2    | 2       | 6       |
| 4.      | جمهورية التشيك   | 2     | 0    | 1       | 3       |
| 4.      | السويد           | 2     | 0    | 1       | 3       |
| 6.      | المغرب           | 2     | 0    | 0       | 2       |
| 7.      | المملكة المتحدة  | 1     | 2    | 1       | 4       |
| 8.      | بيلاروس          | 1     | 1    | 1       | 3       |
| 9.      | كوبا             | 1     | 1    | 0       | 2       |
| 10.     | بلغاريا          | 1     | 0    | 1       | 2       |
| 10.     | البرتغال         | 1     | 0    | 1       | 2       |
| 12.     | جزر البهاما      | 1     | 0    | 0       | 1       |
| 12.     | إيطاليا          | 1     | 0    | 0       | 1       |
| 12.     | موزمبيق          | 1     | 0    | 0       | 1       |
| 12.     | بولندا           | 1     | 0    | 0       | 1       |
| 16.     | رومانيا          | 0     | 2    | 0       | 2       |
| 16.     | أوكرانيا         | 0     | 2    | 0       | 2       |
| 18.     | إسبانيا          | 0     | 1    | 3       | 4       |
| 19.     | جنوب إفريقيا     | 0     | 1    | 1       | 2       |
| 20.     | النمسا           | 0     | 1    | 0       | 1       |
| 20.     | بلجيكا           | 0     | 1    | 0       | 1       |
| 20.     | جزر كايمان       | 0     | 1    | 0       | 1       |
| 20.     | آيسلندا          | 0     | 1    | 0       | 1       |
| 24.     | فرنسا            | 0     | 0    | 2       | 2       |
| 24.     | ألمانيا          | 0     | 0    | 2       | 2       |
| 26.     | أستراليا         | 0     | 0    | 1       | 1       |
| 26.     | كينيا            | 0     | 0    | 1       | 1       |
| 26.     | هولندا           | 0     | 0    | 1       | 1       |
| 26.     | سويسرا           | 0     | 0    | 1       | 1       |

## البلدان المشاركة
| - ألبانيا (1) - الجزائر (3) - أندورا (1) - أنغويلا (1) - أنتيغوا وباربودا (1) - أرمينيا (1) - أروبا (1) - أستراليا (8) - النمسا (5) - أذربيجان (1) - جزر البهاما (4) - باربادوس (1) - البحرين (1) - بيلاروس (8) - بلجيكا (7) - بوليفيا (1) - بوتسوانا (1) - البرازيل (4) - بلغاريا (6) - بوركينا فاسو (1) - الكاميرون (1) - كندا (9) - الرأس الأخضر (1) - جزر كايمان (1) - جمهورية إفريقيا الوسطى (1) - تشاد (1) - تشيلي (1) - الصين (12) - تايوان (1) | - كوستاريكا (1) - ساحل العاج (1) - كرواتيا (3) - كوبا (10) - قبرص (2) - جمهورية التشيك (8) - الدنمارك (1) - جمهورية الدومينيكان (1) - مصر (1) - غينيا الاستوائية (1) - إرتريا (1) - إستونيا (1) - إثيوبيا (4) - فرنسا (14) - فنلندا (1) - الغابون (1) - جورجيا (1) - ألمانيا (16) - غانا (1) - المملكة المتحدة (17) - اليونان (10) - غواتيمالا (1) - غيانا (1) - هايتي (3) - هندوراس (1) - هونغ كونغ (1) - المجر (4) - آيسلندا (1) - جمهورية أيرلندا (5) | - إسرائيل (4) - إيطاليا (12) - جامايكا (15) - اليابان (4) - كازاخستان (4) - كينيا (6) - قرغيزستان (1) - الكويت (4) - لاوس (1) - لاتفيا (3) - لبنان (1) - ليسوتو (1) - ليبيريا (1) - ليتوانيا (1) - مدغشقر (1) - جزر المالديف (1) - ماليزيا (1) - مالي (1) - مالطا (1) - موريشيوس (1) - المكسيك (1) - مولدوفا (2) - المغرب (7) - موزمبيق (2) - نيبال (1) - هولندا (3) - نيوزيلندا (1) - نيجيريا (1) - النيجر (8) | - جزيرة نورفولك (1) - عُمان (1) - باكستان (1) - فلسطين (1) - بنما (1) - بابوا غينيا الجديدة (1) - باراغواي (1) - الفلبين (1) - بولندا (9) - البرتغال (16) - بورتوريكو (1) - جمهورية الكونغو (1) - رومانيا (11) - روسيا (46) - السلفادور (1) - ساموا (1) - سان مارينو (2) - ساو تومي وبرينسيب (1) - السعودية (1) - السنغال (1) - سيشل (1) - سيراليون (1) - سلوفاكيا (1) - سلوفينيا (7) - جزر سليمان (1) - جنوب إفريقيا (4) - كوريا الجنوبية (1) - إسبانيا (18) - سريلانكا (4) | - السودان (1) - إسواتيني (1) - السويد (6) - سويسرا (3) - سوريا (1) - طاجيكستان (1) - تنزانيا (1) - تايلاند (1) - ترينيداد وتوباغو (1) - تونس (2) - تركيا (4) - تركمانستان (2) - أوغندا (1) - أوكرانيا (14) - الولايات المتحدة (45) - الأوروغواي (1) - أوزبكستان (2) - يوغسلافيا (1) - زامبيا (1) - زيمبابوي (1) |